# Sálvame Fashion Week
Sálvame Fashion Week (estilizado como SLVM Fashion Week) fue un programa de televisión español producido por la La Fábrica de la Tele y emitido en Telecinco entre el 22 de enero de 2015 y el 26 de mayo de 2023. El programa contó en su última edición con Adela González y María Patiño como presentadoras (anteriormente, Jorge Javier Vázquez, Paz Padilla y Carlota Corredera) y con Núria Marín y Germán González como copresentadores.

## Presentadores
| Presentadores        | Información                | Duración | Duración | Duración | Duración |
| Presentadores        | Información                | 2015     | 2016     | 2022     | 2023     |
| -------------------- | -------------------------- | -------- | -------- | -------- | -------- |
| Jorge Javier Vázquez | Presentador y actor        |          |          |          |          |
| Paz Padilla          | Presentadora y humorista   |          |          |          |          |
| Carlota Corredera    | Presentador/a y periodista |          |          |          |          |
| Adela González       | Presentador/a y periodista |          |          |          |          |
| Núria Marín          | Presentador/a y periodista |          |          |          |          |
| María Patiño         | Presentador/a y periodista |          |          |          |          |
| Germán González      | Presentador/a y periodista |          |          |          |          |

## Sálvame Fashion Week 1 (2015)
La primera edición del evento estaba prevista para noviembre de 2014, pero la noticia del fallecimiento de la Duquesa de Alba hizo que el evento se retrasara hasta el 22 de enero de 2015.
En esta ocasión, los pasillos de Telecinco se llenaron de imágenes de los colaboradores y presentadores emulando imágenes y portadas de revista icónicas. Para la preparación del desfile, los participantes contaron con la ayuda de Raquel Revuelta.
| Madrina        | Profesión             |
| -------------- | --------------------- |
| Sara Carbonero | Periodista deportiva. |

| Participante         | Personaje imitado  | Conocido por...                                    | Portada o imagen              |
| -------------------- | ------------------ | -------------------------------------------------- | ----------------------------- |
| Paz Padilla          | Dovima             | Modelo estadounidense de los años 1950.            | "Dovima with elephants"       |
| Jorge Javier Vázquez | Tom Ford           | Exdirector creativo de Gucci e Yves Saint Laurent. | Vanity Fair                   |
| Belén Esteban        | Sharon Stone       | Actriz.                                            | Vanity Fair                   |
| Kiko Hernández       | John Lennon        | Cantante.                                          | Rolling Stone                 |
| Lydia Lozano         | Yoko Ono           | Exmujer de John Lennon.                            | Rolling Stone                 |
| Mila Ximénez         | Keira Knightley    | Modelo y actriz.                                   | Vanity Fair                   |
| Raquel Bollo         | Janet Jackson      | Cantante, hermana de Michael Jackson.              | Rolling Stone                 |
| Kiko Matamoros       | David Beckham      | Exfutbolista.                                      | Vanity Fair                   |
| Terelu Campos        | Marilyn Monroe     | Actriz.                                            | Playboy                       |
| Gema López           | Kate Moss          | Modelo.                                            | Vogue                         |
| Karmele Marchante    | Coco Chanel        | Diseñadora de Chanel.                              | "Coco Chanel".                |
| María Patiño         | Scarlett Johansson | Actriz, cantante y modelo.                         | Vanity Fair                   |
| Chelo García-Cortés  | Karl Lagerfeld     | Diseñador de Chanel.                               | "Karl Lagerfeld with himself" |
| Rosa Benito          | Sara Carbonero     | Periodista deportiva.                              | ELLE                          |

La primera edición trajo a muchos invitados VIP como María Teresa Campos, Rocío Carrasco, María Luisa Merlo, Luján Argüelles, Paquita Torres, Eloísa Bercero o Carmen Alcayde.
Los desfiles estuvieron marcados por la ausencia de Belén Esteban, que en ese momento estaba concursando en Gran Hermano VIP 3 pero, aun así, pudo hacer dos desfiles desde la casa de Guadalix de la Sierra.
Esta primera edición constó de 5 desfiles, de los cuales se eligió al mejor y al peor de cada uno. Además, el público votó a través de la web de Telecinco para proclamar al ganador/a y al perdedor/a de la "Sálvame Fashion Week 1".
El último desfile, el desfile nupcial, fue amenizado por la cantante Ruth Lorenzo.
| Jurado         | Profesión                              |
| -------------- | -------------------------------------- |
| Carmen Lomana  | Coleccionista de alta costura española |
| Nacho Montes   | Experto en protocolo                   |
| Fran Larrañaga | Estilista                              |

Los 5 desfiles fueron:
1. SLVM BEACH: Donde la ropa fue proporcionada por la tienda de Raquel Bollo. En este desfile, el jurado, proclamó como la peor modelo a Gema López y, la mejor a Mila Ximénez.
2. JÓVENES TALENTOS: Durante las semanas anteriores al desfile, jóvenes talentos mostraban sus propuestas para los colaboradores y para el presentador. Entonces el jurado decidía qué 'look' se pondrían finalmente. En este desfile el jurado decidió que la mejor modelo era María Patiño y, la peor Terelu Campos.
3. NUPCIAL: La firma "Lunas de Boda", proporcionó los 'looks' de los colaboradores del programa.
4. ALFOMBRA ROJA: Raquel Bollo volvió a proporcionar la ropa de este desfile, en el que Gema López se proclamó la mejor modelo y, Karmele Marchante, la peor.
5. MODA ESPAÑA: Diseñadores españoles consagrados, vistieron a los colaboradores. En este desfile, la mejor modelo fue Rosa Benito y, la peor Raquel Bollo.
| Colaborador         | Diseñador               |
| ------------------- | ----------------------- |
| Belén Esteban       | David Delfín (†)        |
| Kiko Hernández      | Josep Abril             |
| Lydia Lozano        | Ágatha Ruiz de la Prada |
| Mila Ximénez        | Roberto Verino          |
| Raquel Bollo        | Juana Martín            |
| Kiko Matamoros      | Lucas Balboa            |
| Terelu Campos       | Francis Montesinos      |
| Gema López          | Petro Valverde          |
| Karmele Marchante   | Custo Barcelona         |
| María Patiño        | Ion Fiz                 |
| Chelo García-Cortés | Joaquín Verdú           |
| Rosa Benito         | María Escoté            |

Fianlmente, el evento terminó con la proclamación de María Patiño como la ganadora de la "SFW 1", con un 24,8% de los votos a través de la web de Telecinco. Por el contrario, Belén Esteban fue la menos votada, recibiendo el 2,8% de los votos.

#### Audiencias
| Fecha      | Programa                       | Audiencia | Cuota de pantalla |
| ---------- | ------------------------------ | --------- | ----------------- |
| 22/01/2015 | Sálvame Fashion Week (Limón)   | 2 042 000 | 15,2%             |
| 22/01/2015 | Sálvame Fashion Week (Naranja) | 2 671 000 | 21,7%             |

## Sálvame Fashion Week 2 (2016)
Por segundo año consecutivo, el programa celebró su semana de la moda, esta vez entre el 16 y el 19 de mayo de 2016. En esta ocasión, los pasillos de Telecinco se convirtieron en la "Animal Print Gallery", donde aparecían imágenes de los colaboradores, presentadores y directores fusionados con animales.
| Padrino       | Profesión                  |
| ------------- | -------------------------- |
| Carlos Lozano | Presentador de televisión. |

| COLABORADOR          | ANIMAL    |
| -------------------- | --------- |
| Jorge Javier Vázquez | León      |
| Paz Padilla          | Oso Panda |
| Carlota Corredera    | Cebra     |
| David Valldeperas    | Elefante  |
| Raúl Prieto          | Elefante  |
| Belén Esteban        | Tigresa   |
| Kiko Hernández       | Zorro     |
| Lydia Lozano         | Dálmata   |
| Mila Ximénez         | Serpiente |
| Raquel Bollo         | Pantera   |
| Kiko Matamoros       | Orangután |
| Terelu Campos        | Dálmata   |
| Gema López           | Leopardo  |
| Karmele Marchante    | Suricato  |
| María Patiño         | Leopardo  |
| Chelo García-Cortés  | Oso Pardo |
| Rosa Benito          | Guacamayo |
| Gustavo González     | Búho      |
| Jesús Manuel Ruiz    | Búho      |

La segunda edición también constó de 5 desfiles, de los cuales se eligió al mejor y al peor de cada uno. Además, el público votó a través de la web de Telecinco para proclamar al ganador/a y al perdedor/a de la "Sálvame Fashion Week 2".
Además, ese año, los directores desfilaron en el desfile de jóvenes talentos y Paz Padilla, la presentadora, en el desfile solidario, en el nupcial y en el de jóvenes talentos.
Como ya pasó en la primera edición, una de las colaboradoras no pudo estar presente en el desfile. En este caso fue Mila Ximénez, que tuvo que desfilar desde la playa de Honduras al encontrarse participando en Supervivientes.
El último desfile, el nupcial, fue amenizado por la cantante Chenoa.
| Jurado          | Conocido/a por ser...                        |
| --------------- | -------------------------------------------- |
| Pelayo Díaz     | Estilista e influencer.                      |
| Cristina Piaget | Modelo.                                      |
| Marc Giró       | Editor de moda de la revista "Marie Claire". |

Los 5 desfiles fueron:
1. SLVM BEACH: Donde la ropa fue proporcionada por la tienda de Raquel Bollo para las mujeres y, para los hombres, la ropa la proporcionó la firma "Esencia Ibiza". La mejor modelo fue Lydia Lozano y el peor, Gustavo González
2. JÓVENES TALENTOS: Durante las semanas anteriores al desfile, jóvenes talentos mostraban sus propuestas para los colaboradores y para los presentadores y directores. Entonces el jurado decidía qué look se pondrían finalmente. En este desfile el jurado decidió que la mejor modelo era Terelu Campos y el peor, Gustavo González.
3. NUPCIAL: Las chicas de blanco y los chicos, en compañía de Carlos Lozano, vestidos de esmoquin por la firma "PROTOCOLO". Por falta de tiempo, el jurado no pudo dar su veredicto sobre el mejor y el peor modelo del desfile.
4. SOLIDARIO: Carlota Corredera viajó hasta la India con la Fundación Vicente Ferrer. Las mujeres, ayudadas por la fundación, confeccionaron los saris para todos los colaboradores. Después del desfile, los saris se subastaron para donar el dinero recaudado. Además, el programa publicitó el número de cuenta de la fundación para que los espectadores pudieran hacer su donativo. En este desfile, Carlota Corredera se proclamó como la mejor modelo. Además, el jurado consideró que en este desfile no había un peor modelo.
5. MODA ESPAÑA: Diseñadores españoles consagrados vistieron a los colaboradores. En este desfile, la mejor modelo fue María Patiño y el peor, Kiko Hernández.
| COLABORADOR         | DISEÑADOR               |
| ------------------- | ----------------------- |
| Belén Esteban       | Ana Torres              |
| Kiko Hernández      | David Catalán           |
| Lydia Lozano        | Francis Montesinos      |
| Raquel Bollo        | Carlos Haro             |
| Kiko Matamoros      | Lucas Balboa            |
| Terelu Campos       | Ágatha Ruiz de la Prada |
| Gema López          | Roberto Verino          |
| Karmele Marchante   | Joaquín Verdú           |
| María Patiño        | María Escoté            |
| Chelo García-Cortés | María Lafuente          |
| Rosa Benito         | Petro Valverde          |
| Carlota Corredera   | Couchel                 |
| Gustavo González    | García Madrid           |
| Jesús Manuel Ruiz   | Josep Abril             |

Al día siguiente, Pelayo Díaz dio a conocer el ranking de los colaboradores:
| POSICIÓN | COLABORADOR         | PORCENTAJE |
| -------- | ------------------- | ---------- |
| GANADORA | Belén Esteban       | 19,9%      |
| 2.ª      | Raquel Bollo        | 18,7%      |
| 3.ª      | María Patiño        | 14%        |
| 4.ª      | Gema López          | 9,6%       |
| 5.ª      | Lydia Lozano        | 8,4%       |
| 6.ª      | Rosa Benito         | 6%         |
| 7.ª      | Carlota Corredera   | 5,3%       |
| 8.º      | Kiko Matamoros      | 5,1%       |
| 9.º      | Kiko Hernández      | 3,7%       |
| 10.ª     | Terelu Campos       | 3,6%       |
| 11.º     | Gustavo González    | 2,7%       |
| 12.ª     | Karmele Marchante   | 1,8%       |
| 13.ª     | Chelo García-Cortés | 0,8%       |
| 14º      | Jesús Manuel Ruiz   | 0,4%       |

Finalmente, se proclamó a Belén Esteban como ganadora de la segunda edición de la "SFW" y a Jesús Manuel Ruiz, como perdedor.

#### Audiencias
| Fecha      | Programa                       | Características | Audiencia | Cuota de pantalla |
| ---------- | ------------------------------ | --------------- | --------- | ----------------- |
| 16/05/2016 | Sálvame Fashion Week (Limón)   | -               | 1 724 000 | 14,0%             |
| 16/05/2016 | Sálvame Fashion Week (Naranja) | -               | 1 917 000 | 19,0%             |
| 17/05/2016 | Sálvame Fashion Week (Limón)   | -               | 1 638 000 | 13,8%             |
| 17/05/2016 | Sálvame Fashion Week (Naranja) | -               | 1 627 000 | 17,6%             |
| 18/05/2016 | Sálvame Fashion Week (Limón)   | -               | 1 617 000 | 13,9%             |
| 18/05/2016 | Sálvame Fashion Week (Naranja) | -               | 1 721 000 | 18,8%             |
| 19/05/2016 | Sálvame Fashion Week (Limón)   | El photocall    | 1 633 000 | 14,2%             |
| 19/05/2016 | Sálvame Fashion Week (Naranja) | La pasarela     | 1 915 000 | 21,0%             |

## Sálvame Fashion Week 3 (2022)
6 años después de la segunda edición, el programa regresó el 25 de mayo de 2022, esta vez al prime time de Telecinco. Los pueblos del mundo fue el tema central de esta edición, en la que los protagonistas lucieron diseños inspirados en los trajes tradicionales de los lugares más exóticos del mundo. Para esta edición, contaron con la ayuda de Ana María Aldón como diseñadora de algunos de los trajes, así como de otros diseñadores/as noveles.

### Presentadores
| Presentador          | Profesión                  |
| -------------------- | -------------------------- |
| Jorge Javier Vázquez | Presentador de televisión. |
| Adela González       | Periodista y presentadora. |
| Núria Marín          | Periodista y presentadora. |

### Participantes
| Participante        | Información                 |
| ------------------- | --------------------------- |
| María Patiño        | Ganadora                    |
| Terelu Campos       |                             |
| Kiko Hernández      |                             |
| Alonso Caparrós     |                             |
| Rafa Mora           |                             |
| Carmen Borrego      |                             |
| Lydia Lozano        |                             |
| Carmen Alcayde      |                             |
| Antonio Montero     |                             |
| Gema López          |                             |
| Chelo García-Cortés | Abandona por lesión         |
| Marta López         |                             |
| Miguel Frigenti     |                             |
| Víctor Sandoval     |                             |
| Laura Fa            |                             |
| Rocío Carrasco      |                             |
| Anabel Pantoja      | Modela desde Supervivientes |
| Kiko Matamoros*     | Modela desde Supervivientes |
| Maestro Joao        | Sustituye a Chelo           |

### Jurado
| Jurado            | Conocido/a por ser...                   |
| ----------------- | --------------------------------------- |
| Carmen Lomana     | Coleccionista de alta costura española. |
| Eduardo Navarrete | Diseñador de moda.                      |
| Samantha Hudson   | Artista.                                |

### Invitados
| Invitados          | Conocido/a por ser...   |
| ------------------ | ----------------------- |
| Rocío Carrasco     | Personalidad televisiva |
| José Ortega Cano   | Torero                  |
| Ivonne Reyes       | Actriz y modelo         |
| Maestro Joao       | Vidente                 |
| Madame de Rosa     | Influencer              |
| Mahi Masegosa      | Diseñadora              |
| Lara Sajen         | Diseñadora y bailarina  |
| Aless Gibaja       | Influencer              |
| Marily Coll        | Diseñadora              |
| Rappel             | Vidente                 |
| Francis Montesinos | Diseñador               |

### Audiencias
| Fecha      | Programa             | Características    | Audiencia | Cuota de pantalla |
| ---------- | -------------------- | ------------------ | --------- | ----------------- |
| 25/05/2022 | Sálvame Fashion Week | Gala en prime time | 1 852 000 | 17,1%             |

## Sálvame Fashion Week 4 (2023)
El 26 de mayo de 2023 tuvo lugar la cuarta edición de la Sálvame Fashion Week, que tendría nuevamente como tema central los pueblos del mundo, igual que en la anterior edición. En ella, diseñadores noveles y consagrados vestirían a los colaboradores del espacio vespertino para que lucieran sus prendas en la pasarela, inspiradas en los trajes tradicionales de diferentes puntos del planeta.

### Presentadores
| Presentador     | Profesión                   |
| --------------- | --------------------------- |
| Adela González  | Periodista y presentador/a. |
| Núria Marín     | Periodista y presentador/a. |
| María Patiño    | Periodista y presentador/a. |
| Germán González | Periodista y presentador/a. |

### Participantes
| Participante        | Posición |
| ------------------- | -------- |
| Cristina Porta      | 1.ª      |
| Pilar Vidal         | 2.ª      |
| Terelu Campos       |          |
| Kiko Hernández      |          |
| Alonso Caparrós     |          |
| Carmen Borrego      |          |
| Belén Esteban       |          |
| Lydia Lozano        |          |
| Carmen Alcayde      |          |
| Antonio Montero     |          |
| Gema López          |          |
| Chelo García-Cortés |          |
| Marta López         |          |
| Kiko Matamoros      |          |
| Maestro Joao        |          |
| Víctor Sandoval     | 16.ª     |

### Jurado
| Jurado                  | Profesión              |
| ----------------------- | ---------------------- |
| Agatha Ruiz de la Prada | Diseñadora de moda     |
| Pelayo Díaz             | Estilista e influencer |
| Samantha Hudson         | Influencer y activista |

### Invitados
| Invitado          | Conocido/a por ser...   |
| ----------------- | ----------------------- |
| Conchita          | Poligrafista            |
| Diosa             | Drag                    |
| Eduardo Navarrete | Diseñador de moda       |
| Estefanía Luyk    | Modelo                  |
| La Húngara        | Cantante                |
| Ginés Corregüela  | TikToker                |
| Jenny Llada       | Vedette                 |
| Josep Ferré       | Imitador de famosos     |
| Juan Sanguino     | Periodista              |
| María José Verada | Modelo                  |
| Marta López Álamo | Modelo                  |
| Marily Coll       | Diseñadora de moda      |
| Nika              | Cantante                |
| Paco Clavel       | Cantante y activista    |
| Paloma Rando      | Periodista              |
| Rappel            | Vidente                 |
| Venita Von Dash   | Drag                    |
| Yaiza Martín      | Personalidad televisiva |
| Yenesi            | Influencer y activista  |

### Audiencias
| Fecha      | Programa             | Características    | Audiencia | Cuota de pantalla |
| ---------- | -------------------- | ------------------ | --------- | ----------------- |
| 26/05/2023 | Sálvame Fashion Week | Gala en prime time | 958 000   | 10,4%             |